# Banana Pro

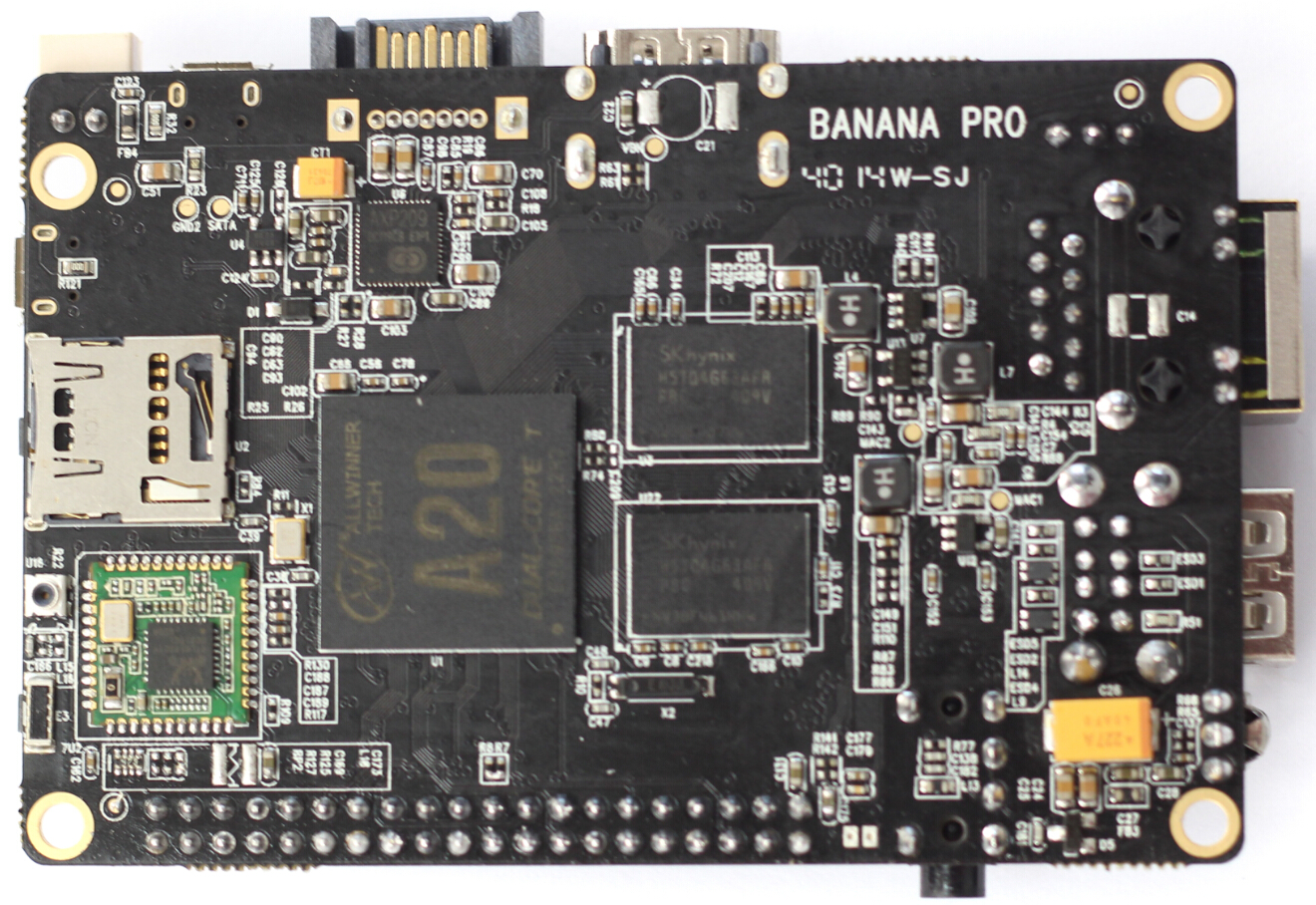
Banana Pro

Banana Pro je jednodeskový mini počítač velmi podobný populárnímu Raspberry Pi a je vylepšeným modelem Banana Pi. Za vylepšením stojí společnost Lemaker, která přidala několik zásadních funkcí vycházejícího z modelu Banana Pi. Základem počítače je dvoujádrový procesor ARM Cortex-A7 s integrovaným GPU jádrem Mali400MP2. Deska obsahuje integrovanou operační paměť 1 GB DDR3. Deska neobsahuje žádnou interní paměť pro operační systém nebo ukládání souborů, nabízí však možnost připojení microSD karty či SATA rozhraní pro připojení pevného disku. K připojení zobrazovací jednotky slouží konektor HDMI nebo kompozitní RCA. Zvukový výstup lze napojit skrze 3,5 mm JACK nebo HDMI. Na desce se nachází také integrovaný mikrofon. Oproti Raspberry Pi má Banana Pro přímo napojený ethernet adaptér 10/100/1000 s konektorem RJ45 a obsahuje bezdrátový modul WiFi s podporou standardu B/G/N. Základní deska obsahuje dva konektory USB 2.0 včetně jednoho konektoru USB OTG a jednoho konektoru USB micro sloužící pro napájení.
Celý počítač se rozměry 90 mm x 60 mm a rozložením konektorů velmi podobá Raspberry Pi a je kompatibilní s většinou podporovaných příslušenství určených právě k Raspberry Pi. Najdeme zde i sadu 40 programovatelných pinů pro připojení rozšiřujících modulů a konektor na připojení LCD dotykového panelu. Součástí desky jsou i tři tlačítka - zapnutí, reset a bootování. Deska obsahuje IR přijímač pro dálkové ovládání.
Základní deska počítače Banana Pro je napájena pomocí napájecího adaptéru 5V s doporučeným výstupním proudem 2A.

## Hardware
- Dvoujádrový procesor ARM Cortex-A7 taktovaný na 1GHz
- Integrované grafické jádro Mali400MP2
- Operační paměť 1GB DDR3
- Obrazový výstup kompozitní RCA, HDMI
- Zvukový výstup přes 3,5 mm konektor JACK, HDMI
- Integrovaný mikrofon
- 40 GPIO pinů
- Slot pro připojení microSD karty
- SATA rozhraní
- Dva USB 2.0 porty, jeden USB OTG a jeden micro USB
- Ethernetový adaptér 10/100/1000 s konektorem RJ45
- WiFi adaptér se standardem B/G/N

Rozměry desky: šířka 60 mm, délka 92mm, rozložení konektorů na desce je kompatibilní s deskou Raspberry Pi model B. Váha desky bez připojených periférií je pouze 48 gramů.

## Porovnání Banana Pro vs. Banana Pi
Porovnání klíčových parametrů Banana Pro proti Banana Pi:
| Parametr                | Banana Pro                         | Banana Pi                          |
| ----------------------- | ---------------------------------- | ---------------------------------- |
| Čipset                  | Allwinner A20                      | Allwinner A20                      |
| Procesor                | ARM Cortex-A7 Dual-Core 1GHz       | ARM Cortex-A7 Dual-Core 1GHz       |
| Grafický adaptér        | ARM Mali400 MP2, OpenGL ES 2.0/1.1 | ARM Mali400 MP2, OpenGL ES 2.0/1.1 |
| Operační paměť          | 1GB DDR3 SDRAM                     | 1GB DDR3 SDRAM                     |
| Úložiště                | microSD (Max. 64GB) / MMC, SATA    | SD (Max. 64GB) / MMC, SATA         |
| Ethernet                | 10/100/1000 RJ45                   | 10/100/1000 RJ45                   |
| Bezdrátové spojení WiFi | WiFi B/G/N                         | není                               |
| Bluetooth               | Plánuje se                         | není                               |
| USB 2.0                 | 2x na čipu A20                     | 2x na čipu A20                     |
| Video výstup            | HDMI 1.4, kompozitní RCA, LVDS     | HDMI 1.4, kompozitní RCA, LVDS     |
| Audio výstup            | HDMI, 3,5 mm JACK                  | HDMI, 3,5 mm JACK                  |
| Audio vstup             | mikrofon                           | mikrofon                           |
| Infračervený senzor     | Ano                                | Ano                                |
| Programovatelné piny    | 40 GPIO                            | 26 GPIO                            |
| Napájení                | 5V / 2A USB micro                  | 5V / 2A USB micro                  |

Hlavním rozdílem Banana Pro proti Banana Pi je možnost využití integrovaného bezdrátového adaptéru WiFi podporující standardy B/G/N, připojení microSD karty, množství programovatelných pinů a plánovaná podpora jednotky Bluetooth.

## Operační systém
Banana Pro a Banana Pi podporuje tak jako Raspberry Pi následující operační systémy:
- Linux (Banana Pi OS, Raspbian, Debian, Arch-Linux, Ubuntu a další upravené verze)
- Android

Operační systém se "vypaluje" (rozbaluje) na microSD kartu pomocí programu Win32DiskImager z operačního systému Windows nebo pomocí programu usb-imagewriter z operačního systému Linux. Doporučuje se použít microSD karta s kapacitou větší než 4GB. Ideální je použít kartu s pamětí 8GB nebo 16GB.